# 承水溝 (春日部市)
承水溝（しょうすいこう）は、埼玉県春日部市を流れる水路である。

## 概要
この承水溝は春日部市庄和地区を流下しており、流域周辺は一部では集落の周辺を流下するが、主として水田などの農地となっている。なお、流路の詳細に関しては下記の流路節を参照されたい。

## 流路
- 春日部市米崎（北側）と飯沼（南側）の境界を南西に向かい流下する。
- 九尺排水路と立体交差をし、九尺排水路は承水溝の下を伏せ越す。
- 立体交差をした後、水角（北側）と赤崎（南側）の境界を南西へと流下する。
- 水角排水機場を通過し、北西方より流下してくる利根川水系中川へと至り、合流・終点となる。
- 終点：中川

## 橋梁

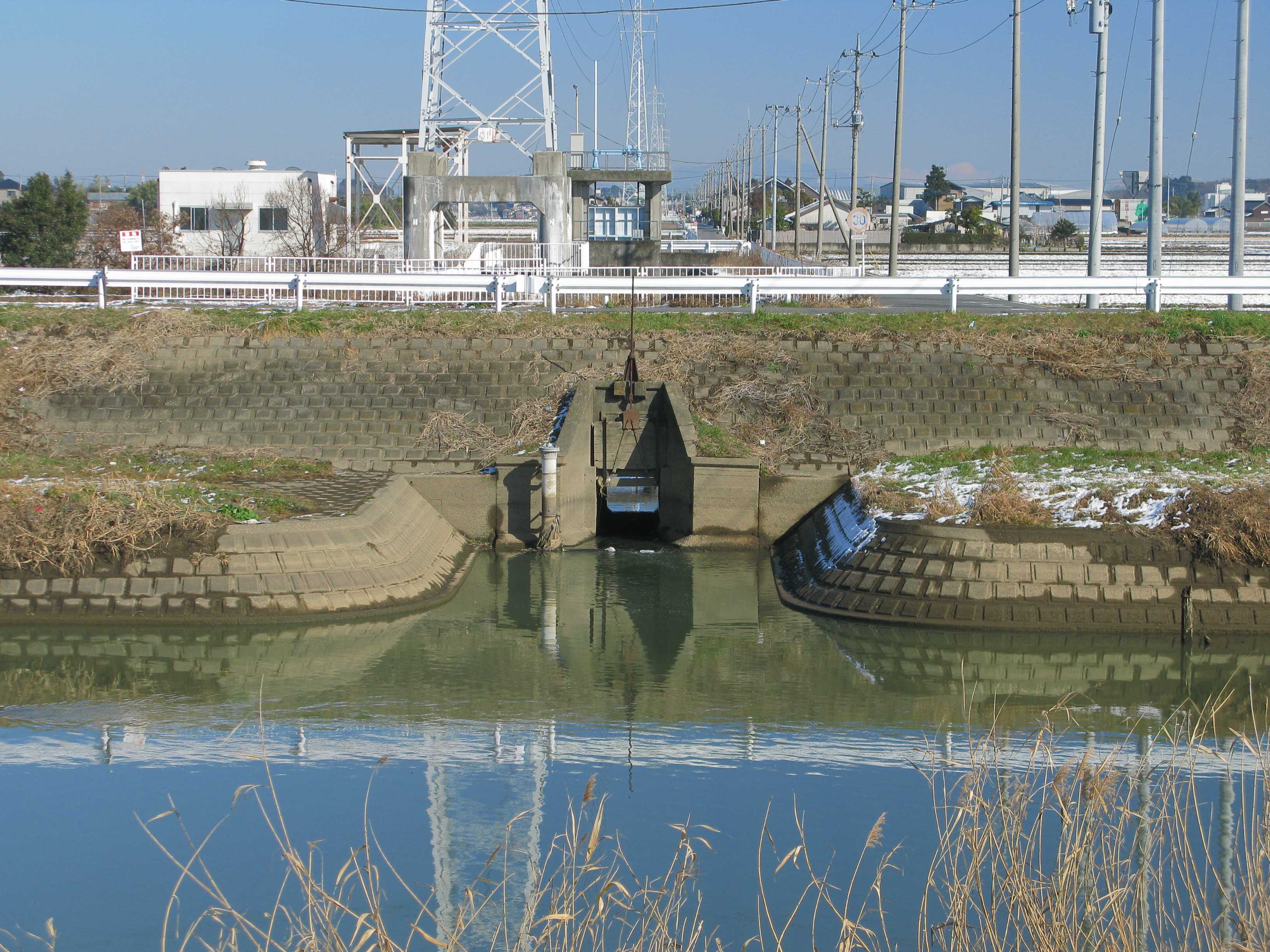
承水溝と中川の合流点

- 九尺排水路の伏せ越し
- （埼葛広域農道）

## 流域周辺の施設
- 春日部市立川辺小学校
- 庄和変電所
- 庄和中継ポンプ場
- 春日部市立飯沼中学校
- 水角排水機場
- 春日部市豊野環境衛生センター